# قيصوم حلو
القيصوم الحلو أو الأخيليا الفتية (الاسم العلمي: Achillea ageratum)، نبات بري من فصيلة النجمية يعلو من 25 إلى 50 سم،
قاعدته مُتَلَيَّفَة. ساقُه بسيطة، منتصبة، فرعاء الرأس. أوراقه متطاولة جداً، بسيطة أو مُنقط بالغدد. الرؤيسات صغيرة تجتمع في
أعذاق مُتراصة. لُسَيْنات قصيرة صفراء اللون. توجد في منطقة البحر الأبيض المتوسط، كان هذا النبات يُستعمل في الماضي
كطارد للدود ولكنه أهمل اليوم تماماً.